# Талова (Казахстан)
Та́лова (каз. Таловая) — село у складі Байтерецького району Західноказахстанської області Казахстану. Входить до складу Шалгайського сільського округу.
У радянські часи село називалось Вічний.
Населення — 21 особа (2021; 49 у 2009, 250 у 1999, 338 у 1989).